# Коррозия арматуры
Коррозия арматуры — процесс корродирования арматуры в бетоне, обычно сопровождающийся разрушением части железобетонной конструкции. Защита от коррозии арматуры является одним из основных направлений технологии создания бетонов и особенно гидротехнических бетонов.
В сооружениях с погружением их железобетонной части в воду защита от коррозии арматуры является центральным проектным решением, которому подчинены остальные проектные решения, так как несоблюдение технологии защиты от коррозии арматуры может привести к обрушению сооружения.

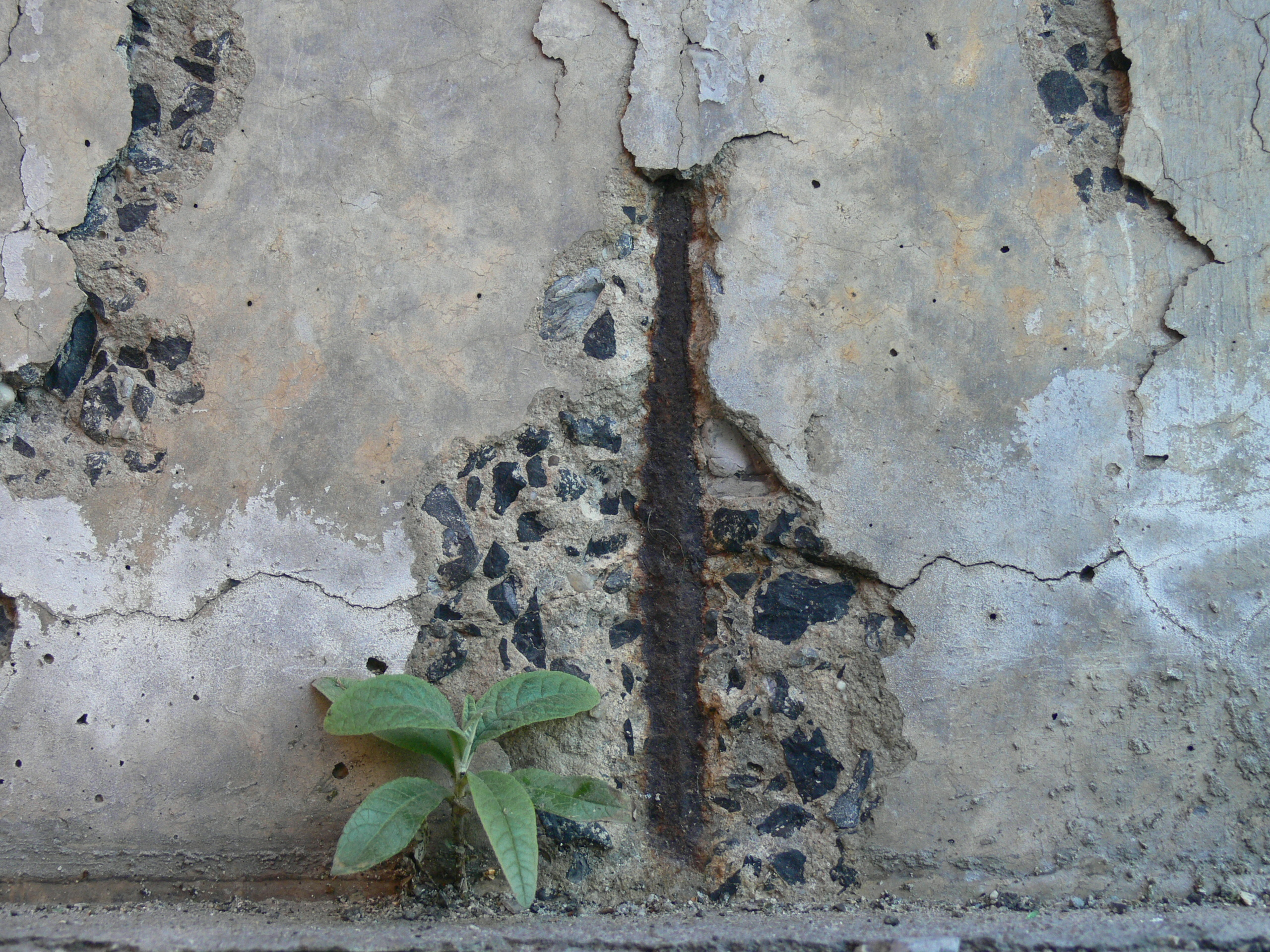
Пример коррозии арматуры бетона